# Eichberg
Eichberg es una comuna suiza del cantón de San Galo, ubicada en el distrito de Rheintal. Limita al norte y al este con la comuna de Altstätten, al sur con Oberriet, y al oeste con Rüte (AI) y Gais (AR).